# Felipe Pires
Felipe Augusto Rodrigues Pires (* 18. April 1995 in São Paulo) ist ein brasilianischer Fußballspieler.

## Karriere

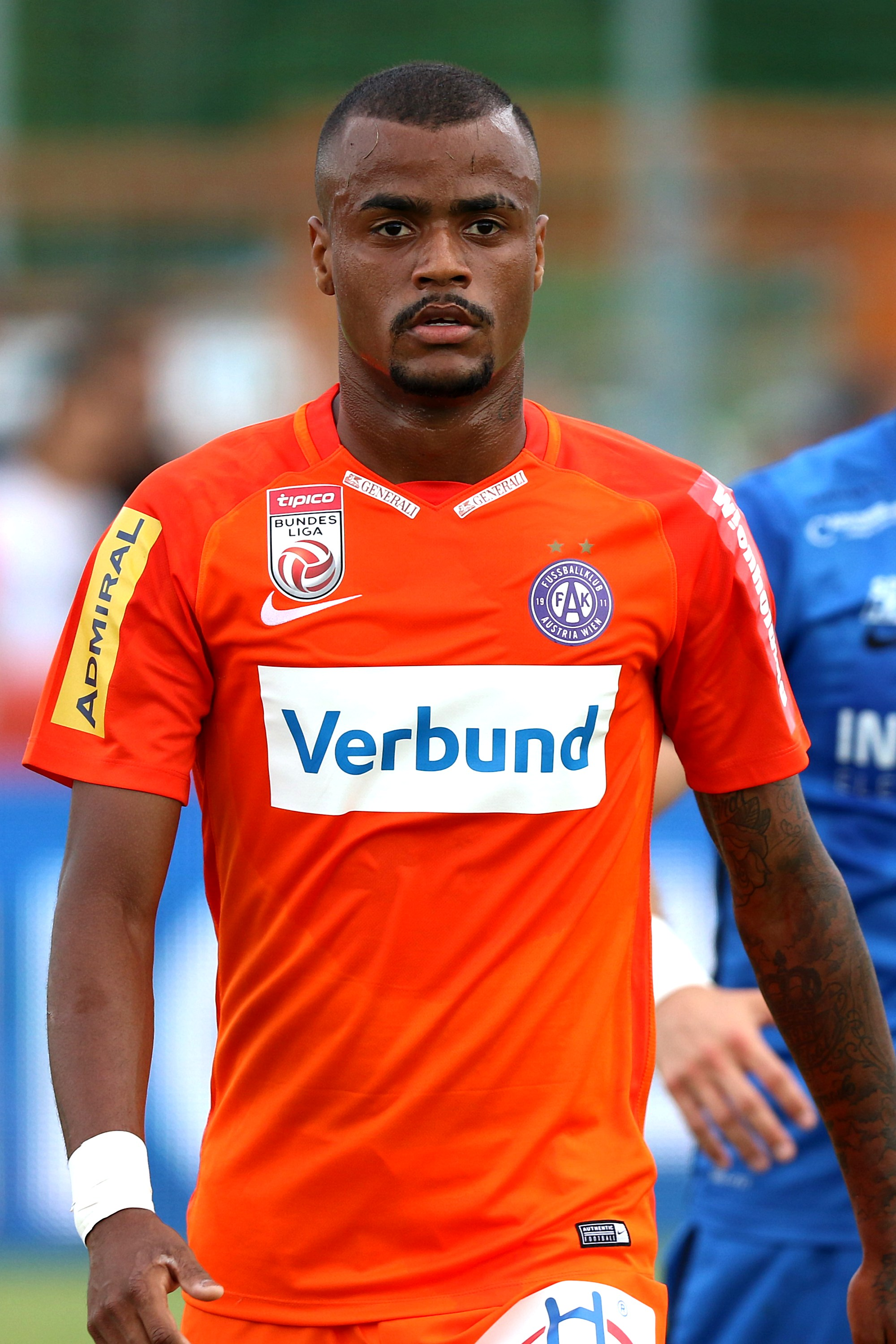
Pires im Trikot von Austria Wien (2017)

Felipe Pires erhielt in der Jugend bei Red Bull Brasil seine fußballerische Ausbildung und wechselte zur U19-Mannschaft von RB Leipzig. Um Spielpraxis zu erhalten, wurde er im Sommer 2014 nach Salzburg zum FC Liefering transferiert. In der folgenden Herbstsaison wusste er mit 10 Toren in Österreichs zweithöchster Liga zu überzeugen und wechselte mit Jahresbeginn 2015 zum FC Red Bull Salzburg. Sein erstes Tor für seinen neuen Verein erzielte er am 22. Februar 2015, als er im Ligaspiel gegen die SV Ried zum 1:0 traf. Sein internationales Debüt gab er in der Europa League am 19. Februar 2015 im Auswärtsspiel gegen Villarreal, ebenso wurde er im Heimspiel eine Woche später eingewechselt. Im Cupfinale 2014/15 gegen Austria Wien schoss er das spielentscheidende 2:0 in der Verlängerung. In der Saison 2015/16 kam er fix in den Kader des FC Red Bull Salzburg, wurde aber auch als Kooperationsspieler des FC Liefering angemeldet.
Ende August 2015 wurde Pires vom deutschen Bundesligisten TSG 1899 Hoffenheim verpflichtet und bis zum Ende der Saison 2015/16 in die 2. Bundesliga an den FSV Frankfurt ausgeliehen. Sein erstes Tor für den FSV erzielte Pires am 22. November 2015 beim 1:1 im Spiel gegen den 1. FC Kaiserslautern.
Im Sommer 2016 wurde er bis Ende Juni 2018 an den österreichischen Bundesligisten FK Austria Wien weiterverliehen. Bei seinem Pflichtspieldebüt für die Austria erzielte er beim 1:0-Hinspielsieg gegen den FK Kukësi in der zweiten Qualifikationsrunde zur Europa League den Siegtreffer. Nach dem Ende der Saison 2017/18 verließ Pires den Verein mit Auslaufen seines Vertrags.
In der Saison 2018/19 stand Pires erstmals im Kader der TSG 1899 Hoffenheim. In der Hinrunde kam er unter dem Trainer Julian Nagelsmann in keinem Pflichtspiel zum Einsatz und stand lediglich bei zwei Bundesligaspielen im Spieltagskader.
Zum 1. Januar 2019 kehrte Pires in seine Heimat zurück und schloss sich auf Leihbasis bis zum Jahresende dem amtierenden Meister Palmeiras São Paulo an. Gleichzeitig verlängerte er seinen Vertrag bei der TSG 1899 Hoffenheim bis zum 30. Juni 2021. Nachdem er zu 11 Einsätzen (ein Tor) in der Staatsmeisterschaft von São Paulo und zu 2 Einsätzen in der Série A gekommen war, wurde er Ende Juli 2019 bis zum Jahresende innerhalb der Série A zum Aufsteiger Fortaleza EC weiterverliehen. Dort kam er zu 11 Einsätzen in der Série A, in denen er ein Tor erzielte. Am 11. Februar 2020 wurde Pires bis zum Ende der Saison 2019/20 an den kroatischen Erstligisten HNK Rijeka weiterverliehen. Für Rijeka kam er bis zum Ende der Leihe zu fünf Einsätzen in der 1. HNL, in denen er ein Tor erzielte.
Im September 2020 verließ er die TSG nach fünf Jahren schließlich und wechselte nach Portugal zum Moreirense FC, bei dem er einen bis Juni 2023 laufenden Vertrag erhielt. Dort wurde er schnell zum Stammspieler und bestritt in anderthalb Jahren 44 Ligaspiele, in denen er fünf Treffer erzielte. Kurz vor Beginn des Russischen Überfalls auf die Ukraine wechselte er Anfang 2022 zum SK Dnipro-1 in die Premjer-Liha. Ohne dort eine Partie absolviert zu haben, wurde Pires schon im März wieder bis Saisonende an den niederländischen Zweitligisten ADO Den Haag verliehen.

## Erfolge
FC Red Bull Salzburg
- Österreichischer Meister: 2015, 2016
- Österreichischer Pokalsieger: 2015

HNK Rijeka
- Kroatischer Pokalsieger: 2020